# James McAuley

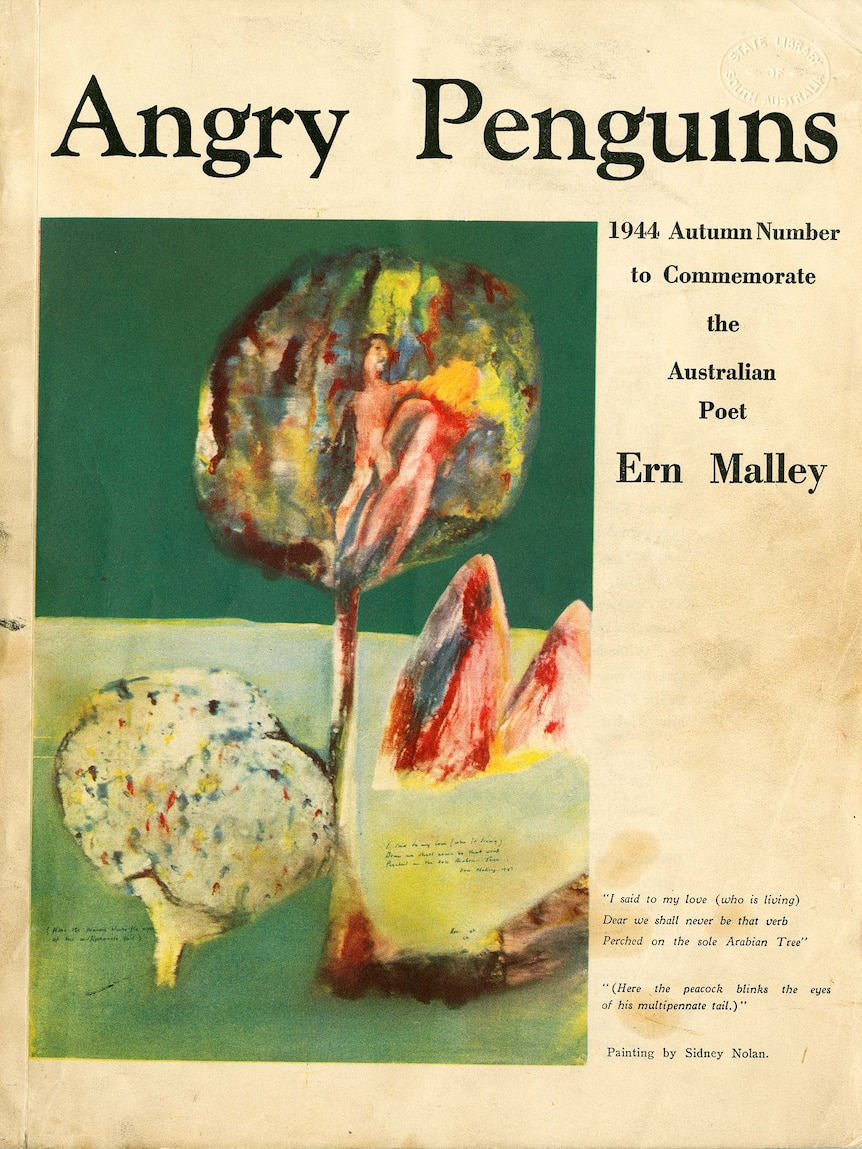
Ausgabe des Magazins Angry Penguins mit der Fälschung Ern Malley

James Phillip McAuley (* 12. Oktober 1917 in Lakemba, Sydney, Australien; † 15. Oktober 1976 in Hobart, Australien) war ein australischer Dichter, Journalist und Literaturkritiker.
McAuley wurde in Lakemba, einem Vorort von Sydney geboren. Er besuchte die Universität von Sydney. 1943 wurde McAuley Leutnant in der Australischen Armee und diente in Melbourne und Canberra. Nach dem Krieg verbrachte er einige Zeit in Neuguinea, welches er als seine zweite „spirituelle Heimat“ bezeichnete.
McAuley wurde 1944 durch die Ern-Malley-Fälschung bekannt. Mit seinem Freund Harold Stewart verfasste er sechzehn Nonsens-Gedichte in einem pseudo-experimentellen modernistischen Stil, die er unter dem Namen „Ethel Malley“ (der fiktiven Schwester Ern Malleys) an den jungen Herausgeber des Literaturmagazins „Angry Penguins“, Max Harris, sandte. Harris veröffentlichte die Gedichte unwissend in einer Sonderausgabe seines Magazins. Einige Wochen später flog der Schwindel durch einen Bericht in der Sunday Sun auf.
Außerdem verfasste McAuley das Gedicht „Captain Quiros“ über Pedro Fernández de Quirós, in dem dieser spanische Konquistador als Märtyrer geschildert wird, der den Pazifikraum zivilisieren wollte.
1952 konvertierte McAuley zum Katholizismus.
1956 gründete er mit Richard Krygier das Literatur- und Kulturmagazin Quadrant und war der Herausgeber bis 1963. Ab 1961 war er Anglistik-Dozent der Universität von Tasmanien.